# شهر گناه (فیلم ۱۳۴۹)
شهر گناه فیلمی به کارگردانی محمدعلی زرندی و نویسندگی حبیب‌اله کسمایی محصول سال ۱۳۴۹ است.

## خلاصه داستان
پدری که از نیرنگ‌های کارخانه‌دار مطلع شده، در توطئه‌ای به قتل می‌رسد و مادر از آن پس دو دخترش را با تحمل رنج و زحمت زیاد بزرگ می‌کند…

## بازیگران
- پوری بنایی
- کتایون
- جواد قائم مقامی
- سعید کامیار
- محمدتقی کهنمویی
- حسن رضایی
- صادق توکلی